# Yuin
La nación Yuin, también escrita como Djuwin, es un grupo de pueblos aborígenes australianos de la Costa Sur de Nueva Gales del Sur. Todos los Yuin comparten ancestros que hablaban, como su lengua materna, uno o más de los dialectos de la lengua Yuin. Los subgrupos de los Yuin se hacen en base al idioma y otras características culturales; los grupos incluyen los Brinja o Brinja-Yuin, Wodi Wodi, Wandandian, Jerrinja, Budawang, Yuin-Monaro, Djiringanj, Walbunja, y más. Tienen una estrecha asociación con los pueblos Thaua y Dharawal.

## Nombre e identidad

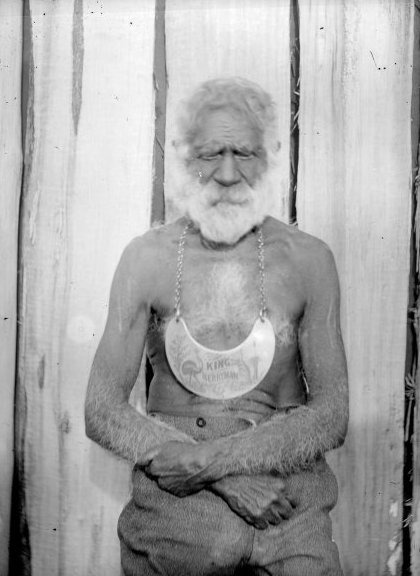
Rey Merriman, Umbarra, con el plato de rey fotografiado alrededor de 1900.

El etnónimo Yuin ("hombre") fue seleccionado por el etnógrafo australiano Alfred Howitt para denotar dos tribus distintas de Nueva Gales del Sur, específicamente los Djiringanj y los Thaua. En el trabajo de Howitt, los Yuin estaban divididos en ramas del norte (Kurial-Yuin) y del sur (Gyangal-Yuin).
El término "Yuin" es comúnmente utilizado por los aborígenes de la Costa Sur para describirse a sí mismos, aunque en una solicitud de título nativo de Nueva Gales del Sur de 2016 para tierras que se superponen al país Yuin, se utiliza "pueblo de la Costa Sur". El nombre también se escribe como Djuwin y Juwin.
La solicitud de título nativo depende de establecer a los aborígenes de la Costa Sur como un grupo distinto y continuo que ha existido desde la colonización. Los aborígenes de la Costa Sur han identificado 59 ancestros que vivieron durante la colonización de la región entre 1810 y 1830; los actuales aborígenes de la Costa Sur son descendientes de estos ancestros o se han integrado en familias que descienden de ellos.
En 2018, el Tribunal Nacional de Títulos Nativos dictaminó que el pueblo de la Costa Sur representa una "población de parentesco cohesivo única" que se remonta a la colonización, gobernada por reglas compartidas, con un "sistema único de religión" centrado en la figura de Darhumulan, una economía basada en el mar, sitios sagrados que continúan siendo reconocidos, reglas de matrimonio exogámico y una ceremonia de iniciación masculina llamada Bunan (recordada, pero no practicada desde la década de 1920).

## Historia
La población antes de 1788 se ha estimado en alrededor de 11,000 personas entre el Cabo Howe y Batemans Bay. La población se redujo a solo 600 para mediados del siglo XIX debido a epidemias de viruela en 1789 y 1830, así como a batallas tribales y matanzas del estado australiano sobre el pueblo Yuin.
El Consejo del Shire de Eurobodalla firmó un Acuerdo Local con los Yuin del Norte en 1998. En 2001, se firmó un Memorando de Entendimiento entre los Consejos de Tierras Aborígenes Locales de Bega, Eden y Merrimans, los Titulares de Títulos Nativos y el Consejo del Shire de Bega Valley.